# Lenothrix canus
Il ratto arboricolo grigio (Lenothrix canus  Miller, 1903) è l'unica specie del genere Lenothrix (Miller, 1903), diffuso in Malaysia e Indonesia.

## Descrizione

### Dimensioni
Roditore di medie dimensioni, con lunghezza della testa e del corpo tra 161 e 220 mm, la lunghezza della coda tra 190 e 270 mm, la lunghezza del piede tra 33 e 37 mm, la lunghezza delle orecchie tra 19 e 22 mm e un peso fino a 273 g.

### Caratteristiche craniche e dentarie
Il cranio presenta un rostro corto, le ossa nasali larghe, le creste sopra-orbitali ben sviluppate e la bolla timpanica molto piccola. I fori incisivi sono relativamente corti. I molari sono cuspidati.
Sono caratterizzati dalla seguente formula dentaria:

### Aspetto
La pelliccia è densa e lanosa, cosparsa di lunghi peli nerastri. Le parti dorsali sono grigio-brunastre, le guance sono marroni, mentre le parti ventrali e le zampe sono bianchi. La linea di demarcazione tra i due colori sul fianco è distinta. Le vibrisse sono nero brillante. I piedi sono corti e larghi, con le dita munite di artigli e l'alluce di una piccola unghia. Le orecchie sono nerastre e di proporzioni normali. La coda è più lunga della testa e del corpo, è nerastra con l'estremità bianca ed è ricoperta di circa 11 anelli di scaglie per centimetro. Le femmine hanno un paio di mammelle pettorali, due paia post-ascellari e due paia inguinali. Il numero cromosomico è 2n=50.

## Biologia

### Comportamento
È una specie arboricola.

### Riproduzione
Le femmine danno alla luce 2-6 piccoli alla volta. L'aspettativa di vita in natura è di 5 mesi, mentre in cattività è di 3 anni e 9 mesi.

## Distribuzione e habitat
Questa specie è diffusa nella Malaysia e in Indonesia.
Vive nelle foreste pluviali primarie, foreste secondarie, piantagioni di alberi della gomma e in altre aree modificate.

## Tassonomia
Sono state riconosciute due sottospecie:
- L.c. canus: isola di Tuangku al largo delle coste occidentali di Sumatra;
- L.c. malaisia (Kloss, 1931): Penisola malese, isola di Penang e Borneo occidentale.

## Conservazione
La IUCN Red List, considerato il vasto areale, la popolazione numerosa, la presenza in numerose aree protette e la tolleranza a qualsiasi degrado del proprio habitat, classifica L.canus come specie a rischio minimo (Least Concern).